# Ajmet Baitursynov
Ajmet Baitursynov o Akhmet Baytursinuli (en kazajo: Ахмет Байтұрсынұлы; en ruso: Ахмет Байтурсынов) (28 de enero de 1873-8 de diciembre de 1937) fue un intelectual soviético de etnia kazaja que desarrolló su actividad en el ámbito de la política, poesía, lingüística y educación.

## Biografía
Baytursinuli nació en lo que hoy es la provincia de Kostanay, y estudió en la escuela de magisterio de Orenburg. Después de su graduación en 1895, Baitursynov desarrolló su labor docente en unas cuantas ciudades de Kazajistán, incluyendo Aktobe, Kostanay y Karkaralinsk. 
El mismo año de su graduación, Baytursinuli publicó su primer artículo, "Kirgizskie primety i poslovitsy" ("Presagios y proverbios kazajos") en un periódico regional. Mientras vivía en la ciudad de los Urales en 1905, colaboró con otros kazajos para la constitución de la rama kazaja del Partido Demócrata Constitucional. Sus implicaciones políticas, probablemente, le llevaron a ser arrestado y exiliado forzosamente a las regiones de la estepa. Después de su exilio, volvió a Orenburg.
Durante su exilio, escribió artículos para Ay Qap. También fue editor jefe del periódico Qazaq, el periódico que existía en kazako, y publicó "Qyryq Mysal" ("Cuarenta proverbios"). [cita requerida] Otra publición significativa de esta época fue la traducción al kazajo de las fábulas de Ivan Krylov. En 1911, Baytursinuli publicó su primera obra de naturaleza indubitadamente política — Masa ("Mosquito").

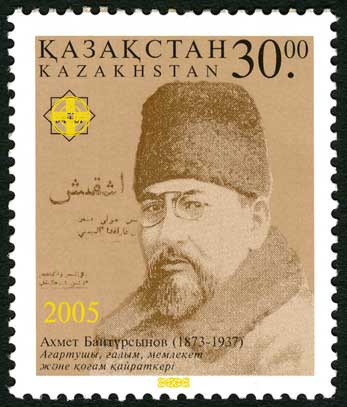
Sello de Kazajistán dedicado a A. Baytursinuli, 2005

Una vez ocurrida la revolución rusa de 1917, Baytursinuli volvió a las estepas y comenzó su implicación con el partido político Alash. En el partido, combatió para la obtención de un Estado kazajo. Comenzó a colaborar con los bolcheviques en 1920 cuando éstos comenzaron a establecer su dominio sobre la región. Fue miembro del Comité de los Diputados de la Asamblea Constituyente y vicepresidente del Comité Revolucionario del Krái de Kazajistán, así como comisionado de la Iluminación. Desde estos cargos, contribuyó a la reforma de la educación y en el establecimiento de la primera universidad en Kazajistán. Otro logro importante de Baytursinuli fue la adaptación del alfabeto árabe al alfabeto kazajo.
Sin embargo, en 1937, Baytursinuli fue arrestado por profesar "sentimientos nacionalistas burgueses" y fue ejecutado de modo sumario. Esto generó una protesta clamorosa de la población, que fue reprimida de forma rápida y sangrienta. A día de hoy es tenido como una enorme figura en Kazajistán, pero es vista como una figura trágica, teniendo mucha importancia junto con nutrido grupo de autores, poetas y pensadores que perecieron debido a la represión soviética.
Las obras de Baytursinuli son parte del contenido curricular obligatorio en la enseñanza secundaria de Kazajistán.